# Гинтер Бернард
Гинтер Бернард (Швајнфурт, 4. новембар 1939) бивши је немачки фудбалер који је играо на позицији голмана.

## Клупска каријера
Дебитовао је 1958. године за сениорски тим Швајнфурта, где је провео пет сезона. Одиграо је 72 првенствене утакмице.
Године 1963. придружио се Вердеру из Бремена. За екипу Вердера је бранио 11 сезона. Већину времена био стандардан на голу, а одиграо је укупно 287 првенствених утакмица. У сезони 1964/65. освојио је титулу првака Немачке. Завршио је професионалну каријеру као играч Вердера 1974. године.

## Репрезентативна каријера
За репрезентацију Западне Немачке одиграо је 5 утакмица. Био је део тима који је освојио сребрну медаљу на Светском првенству 1966. када је домаћин Енглеска победила Немачку резултатом 4:2.

## Успеси

### Клупски
Вердер Бремен
- Бундеслига: 1. место 1964/65.

### Репрезентативни
- Светско првенство: финалиста 1966.